# Lascius, sive de poena homicidii
Lascius, sive de poena homicidii (Łaski, czyli o karze za mężobójstwo) – utwór publicystyczny po łacinie autorstwa Andrzeja Frycza Modrzewskiego, wydany w 1543 w Krakowie przez Hieronima Wietora.
Pełny tytuł utworu brzmiał: Ad Sigismundum Secundum Augustum Regem Poloniae, Magnum Lithuaniae Ducum ... Lascius sive de poena homicidii. Oratio prima. Utwór jest znany także pod skróconym tytułem Oratio prima (Mowa pierwsza).
Tekst był późnym debiutem Modrzewskiego. Miał formę hipotetycznej mowy wygłoszonej jakoby w Senacie przez Hieronima Łaskiego. Skierowany był do ówczesnego królewicza Zygmunta Augusta. Powstał z okazji rozpatrywania w 1543 przez Sejm propozycji ujednolicenia kary za zabójstwo. Kary były zróżnicowane zależnie od tego, z jakiego stanu pochodził morderca i ofiara. Modrzewski optował w swoim tekście za zrównaniem kar i odrzuceniem kar pieniężnych, odwołując się zarówno do tradycji chrześcijańskiej (św. Paweł), jak i rzymskiej (Cyceron). 
Postulat w części uwzględnił III Statut Litewski wprowadzając, z licznymi zastrzeżeniami, zaostrzenie odpowiedzialności szlachty za umyślne zabójstwo.